# فيرفيلد (نيويورك)
فيرفيلد (بالإنجليزية: Fairfield, New York)‏ هي بلدة أمريكية تقع في الولايات المتحدة في مقاطعة هيركايمر، نيويورك. يقدر عدد سكانها بـ 1,607 نسمة ومساحتها 107.0 كم2 وترتفع عن سطح البحر 323 متر.

## أعلام
- روبرت ويتني وارمن
- جيمس هادلي
- ويليام مارفن
- ألونزو س. ماثر